# Collegio elettorale di Chioggia (Senato della Repubblica)
Il collegio di Chioggia fu un collegio elettorale uninominale della Repubblica Italiana appartenente alla circoscrizione Veneto; fu utilizzato per eleggere un senatore della Repubblica dalla I alla XIV legislatura, sebbene con forme diverse e sistemi elettorali diversi.

## Storia
Il collegio venne creato nel 1948 secondo la legge n. 29 del 6 febbraio 1948 la quale, pur basandosi sull'impianto proporzionale in vigore per la Camera, rispetto a quest'ultima conteneva alcuni piccoli correttivi in senso maggioritario. Tale legge ebbe il suo definitivo perfezionamento col Testo Unico n°361 del 1957. Differentemente dalla Camera, la legge elettorale del Senato si articolava su base regionale, seguendo il dettato costituzionale (art.57). Ogni Regione era suddivisa in tanti collegi uninominali quanti erano i seggi ad essa assegnati. All'interno di ciascun collegio, veniva eletto il candidato che avesse raggiunto il quorum del 65% delle preferenze: tale soglia, oggettivamente di difficilissimo conseguimento, tradiva l'impianto proporzionale su cui era concepito anche il sistema elettorale della Camera Alta. Qualora, come normalmente avveniva, nessun candidato avesse conseguito l'elezione, i voti di tutti i candidati venivano raggruppati in liste di partito a livello regionale, dove i seggi venivano allocati utilizzando il metodo D'Hondt delle maggiori medie statistiche e quindi, all'interno di ciascuna lista, venivano dichiarati eletti i candidati con le migliori percentuali di preferenza.
Nel 1993, con la cosiddetta Legge Mattarella (Legge n. 276, Norme per l'elezione del Senato della Repubblica), attuata in seguito al referendum abrogativo del 1993, venne istituito per la Camera dei deputati e per il Senato della Repubblica un sistema di elezione misto, in parte maggioritario e in parte proporzionale. Il 75% dei parlamentari dell'assemblea veniva eletto in collegi uninominali tramite sistema maggioritario a turno unico; il restante 25% al Senato veniva eletto tramite recupero proporzionale dei più votati non eletti attraverso un meccanismo di calcolo denominato "scorporo", cioè sottraendo dal conteggio dei voti totali di una lista nella parte proporzionale i voti ottenuti dai candidati collegati alla medesima lista che erano eletti nei collegi uninominali con il sistema maggioritario.
Il collegio venne abolito insieme a tutti gli altri che costituivano il Senato con la promulgazione della legge elettorale successiva, la cosiddetta Legge Calderoli. Questa prevedeva un sistema proporzionale con premio di maggioranza, che al Senato veniva attribuito a livello regionale.

## 1948-1993

### Territorio
Il collegio di Chioggia era uno dei 19 collegi uninominali in cui era suddiviso il Veneto; era interamente compreso nella provincia di Venezia e comprendeva i seguenti comuni: Campagna Lupia, Cavarzere, Chioggia, Cona, Mira e parte del comune di Venezia (in particolare le frazioni di Chirignago, Favaro, Malcontenta, Marghera, Mestre e Zelarino).

### Dati elettorali

#### I legislatura
|                                                                                | Guido Giacometti ✔️ Eletto | Fronte Democratico Popolare                      | 40 916 | 45,42 |  |  |  |  |  |
|                                                                                | Raffaele Tommasini         | Democrazia Cristiana                             | 38 749 | 43,01 |  |  |  |  |  |
|                                                                                | Piero Scarpa               | Unità Socialista - Partito Repubblicano Italiano | 6 514  | 7,23  |  |  |  |  |  |
|                                                                                | Carlo De Bei               | Blocco Nazionale                                 | 2 659  | 2,95  |  |  |  |  |  |
|                                                                                | Augusto Bellini            | Indipendente                                     | 1 254  | 1,39  |  |  |  |  |  |
| Totale                                                                         | Totale                     | Totale                                           | 90 092 | 100   |  |  |  |  |  |
|                                                                                |                            |                                                  |        |       |  |  |  |  |  |
| Voti non validi                                                                | Voti non validi            | Voti non validi                                  | 4 397  | 4,65  |  |  |  |  |  |
| Votanti                                                                        | Votanti                    | Votanti                                          | 94 489 | 94,97 |  |  |  |  |  |
| Elettori                                                                       | Elettori                   | Elettori                                         | 99 497 |       |  |  |  |  |  |
|                                                                                |                            |                                                  |        |       |  |  |  |  |  |
| Nota: quorum del 65% non raggiunto; ripartizione dei seggi a livello regionale |                            |                                                  |        |       |  |  |  |  |  |
| Data: 18 aprile 1948                                                           |                            |                                                  |        |       |  |  |  |  |  |
| Fonte: Ministero dell'interno                                                  |                            |                                                  |        |       |  |  |  |  |  |

#### II legislatura
|                                                                                | Ettore Aprile                      | Democrazia Cristiana                    | 40 694  | 38,70 |  |  |  |  |  |
|                                                                                | Mauro Scoccimarro ✔️ Eletto        | Partito Comunista Italiano              | 30 404  | 28,91 |  |  |  |  |  |
|                                                                                | Guido Giacometti ✔️ Eletto         | Partito Socialista Italiano             | 20 890  | 19,87 |  |  |  |  |  |
|                                                                                | Giovanni Ommassini                 | Partito Socialista Democratico Italiano | 4 500   | 4,28  |  |  |  |  |  |
|                                                                                | Lodovico Foscari Widmann Rezzonico | Movimento Sociale Italiano              | 3 697   | 3,52  |  |  |  |  |  |
|                                                                                | Carlo Galli                        | Partito Nazionale Monarchico            | 2 359   | 2,24  |  |  |  |  |  |
|                                                                                | Giovanni Zironda                   | Partito Liberale Italiano               | 1 231   | 1,17  |  |  |  |  |  |
|                                                                                | Gaetano Contursi Lisi              | Partito Repubblicano Italiano           | 752     | 0,72  |  |  |  |  |  |
|                                                                                | Augusto Bellini                    | Alleanza Democratica Nazionale          | 629     | 0,60  |  |  |  |  |  |
| Totale                                                                         | Totale                             | Totale                                  | 105 156 | 100   |  |  |  |  |  |
|                                                                                |                                    |                                         |         |       |  |  |  |  |  |
| Voti non validi                                                                | Voti non validi                    | Voti non validi                         | 5 171   | 4,69  |  |  |  |  |  |
| Votanti                                                                        | Votanti                            | Votanti                                 | 110 327 | 96,12 |  |  |  |  |  |
| Elettori                                                                       | Elettori                           | Elettori                                | 114 781 |       |  |  |  |  |  |
|                                                                                |                                    |                                         |         |       |  |  |  |  |  |
| Nota: quorum del 65% non raggiunto; ripartizione dei seggi a livello regionale |                                    |                                         |         |       |  |  |  |  |  |
| Data: 7 giugno 1953                                                            |                                    |                                         |         |       |  |  |  |  |  |
| Fonte: Ministero dell'interno                                                  |                                    |                                         |         |       |  |  |  |  |  |

#### III legislatura
|                                                                                | Ezio Giglioli               | Democrazia Cristiana                                      | 47 410  | 38,12 |  |  |  |  |  |
|                                                                                | Mauro Scoccimarro ✔️ Eletto | Partito Comunista Italiano                                | 31 455  | 25,29 |  |  |  |  |  |
|                                                                                | Guido Giacometti ✔️ Eletto  | Partito Socialista Italiano                               | 28 764  | 23,13 |  |  |  |  |  |
|                                                                                | Antonio Pavanato            | Partito Socialista Democratico Italiano                   | 6 368   | 5,12  |  |  |  |  |  |
|                                                                                | Giulio Lazzari              | Partito Nazionale Monarchico - Movimento Sociale Italiano | 5 205   | 4,19  |  |  |  |  |  |
|                                                                                | Gioacchino Sartori          | Partito Liberale Italiano                                 | 2 396   | 1,93  |  |  |  |  |  |
|                                                                                | Mirko Artico                | Partito Monarchico Popolare                               | 1 639   | 1,32  |  |  |  |  |  |
|                                                                                | Raffaello Levi              | PRI - PR                                                  | 1 123   | 0,90  |  |  |  |  |  |
| Totale                                                                         | Totale                      | Totale                                                    | 124 360 | 100   |  |  |  |  |  |
|                                                                                |                             |                                                           |         |       |  |  |  |  |  |
| Voti non validi                                                                | Voti non validi             | Voti non validi                                           | 4 795   | 3,71  |  |  |  |  |  |
| Votanti                                                                        | Votanti                     | Votanti                                                   | 129 155 | 96,33 |  |  |  |  |  |
| Elettori                                                                       | Elettori                    | Elettori                                                  | 134 069 |       |  |  |  |  |  |
|                                                                                |                             |                                                           |         |       |  |  |  |  |  |
| Nota: quorum del 65% non raggiunto; ripartizione dei seggi a livello regionale |                             |                                                           |         |       |  |  |  |  |  |
| Data: 25 maggio 1958                                                           |                             |                                                           |         |       |  |  |  |  |  |
| Fonte: Ministero dell'interno                                                  |                             |                                                           |         |       |  |  |  |  |  |

#### IV legislatura
|                                                                                | A. Voltolina                | Democrazia Cristiana                    | 51 755  | 35,59 |  |  |  |  |  |
|                                                                                | Mauro Scoccimarro ✔️ Eletto | Partito Comunista Italiano              | 42 147  | 28,98 |  |  |  |  |  |
|                                                                                | Luigi Ferroni ✔️ Eletto     | Partito Socialista Italiano             | 29 490  | 20,28 |  |  |  |  |  |
|                                                                                | C. Liggeri                  | Partito Socialista Democratico Italiano | 9 387   | 6,45  |  |  |  |  |  |
|                                                                                | P. Romussi                  | Partito Liberale Italiano               | 6 176   | 4,25  |  |  |  |  |  |
|                                                                                | G. Piovesana                | Movimento Sociale Italiano              | 5 539   | 3,81  |  |  |  |  |  |
|                                                                                | G. Boschiero                | Partito Repubblicano Italiano           | 930     | 0,64  |  |  |  |  |  |
| Totale                                                                         | Totale                      | Totale                                  | 145 424 | 100   |  |  |  |  |  |
|                                                                                |                             |                                         |         |       |  |  |  |  |  |
| Voti non validi                                                                | Voti non validi             | Voti non validi                         | 5 180   | 3,44  |  |  |  |  |  |
| Votanti                                                                        | Votanti                     | Votanti                                 | 150 604 | 96,22 |  |  |  |  |  |
| Elettori                                                                       | Elettori                    | Elettori                                | 156 516 |       |  |  |  |  |  |
|                                                                                |                             |                                         |         |       |  |  |  |  |  |
| Nota: quorum del 65% non raggiunto; ripartizione dei seggi a livello regionale |                             |                                         |         |       |  |  |  |  |  |
| Data: 28 aprile 1963                                                           |                             |                                         |         |       |  |  |  |  |  |
| Fonte: Ministero dell'interno                                                  |                             |                                         |         |       |  |  |  |  |  |

#### V legislatura
|                                                                                | M. Aprile                   | Democrazia Cristiana          | 59 544  | 36,24 |  |  |  |  |  |
|                                                                                | Mauro Scoccimarro ✔️ Eletto | PCI - PSIUP                   | 57 555  | 35,03 |  |  |  |  |  |
|                                                                                | Luigi Ferroni ✔️ Eletto     | PSI-PSDI Unificati            | 31 650  | 19,26 |  |  |  |  |  |
|                                                                                | P. Romussi                  | Partito Liberale Italiano     | 8 247   | 5,02  |  |  |  |  |  |
|                                                                                | G. F. A. Lanfrè             | MSI - PDIUM                   | 5 573   | 3,39  |  |  |  |  |  |
|                                                                                | F. Bizzarini                | Partito Repubblicano Italiano | 1 738   | 1,06  |  |  |  |  |  |
| Totale                                                                         | Totale                      | Totale                        | 164 307 | 100   |  |  |  |  |  |
|                                                                                |                             |                               |         |       |  |  |  |  |  |
| Voti non validi                                                                | Voti non validi             | Voti non validi               | 7 531   | 4,38  |  |  |  |  |  |
| Votanti                                                                        | Votanti                     | Votanti                       | 171 838 | 96,57 |  |  |  |  |  |
| Elettori                                                                       | Elettori                    | Elettori                      | 177 937 |       |  |  |  |  |  |
|                                                                                |                             |                               |         |       |  |  |  |  |  |
| Nota: quorum del 65% non raggiunto; ripartizione dei seggi a livello regionale |                             |                               |         |       |  |  |  |  |  |
| Data: 19 maggio 1968                                                           |                             |                               |         |       |  |  |  |  |  |
| Fonte: Ministero dell'interno                                                  |                             |                               |         |       |  |  |  |  |  |

#### VI legislatura
|                                                                                | L. Morino                | Democrazia Cristiana                    | 62 051  | 35,20 |  |  |  |  |  |
|                                                                                | Ivone Chinello ✔️ Eletto | PCI - PSIUP                             | 59 640  | 33,83 |  |  |  |  |  |
|                                                                                | Luigi Ferroni            | Partito Socialista Italiano             | 23 437  | 13,29 |  |  |  |  |  |
|                                                                                | D. Bendoricchio          | Partito Socialista Democratico Italiano | 10 380  | 5,89  |  |  |  |  |  |
|                                                                                | I. Battaglia             | Movimento Sociale Italiano              | 9 385   | 5,32  |  |  |  |  |  |
|                                                                                | Augusto Premoli          | Partito Liberale Italiano               | 6 529   | 3,70  |  |  |  |  |  |
|                                                                                | Antonio Casellati        | Partito Repubblicano Italiano           | 4 868   | 2,76  |  |  |  |  |  |
| Totale                                                                         | Totale                   | Totale                                  | 176 290 | 100   |  |  |  |  |  |
|                                                                                |                          |                                         |         |       |  |  |  |  |  |
| Voti non validi                                                                | Voti non validi          | Voti non validi                         | 6 623   | 3,62  |  |  |  |  |  |
| Votanti                                                                        | Votanti                  | Votanti                                 | 182 913 | 96,68 |  |  |  |  |  |
| Elettori                                                                       | Elettori                 | Elettori                                | 189 195 |       |  |  |  |  |  |
|                                                                                |                          |                                         |         |       |  |  |  |  |  |
| Nota: quorum del 65% non raggiunto; ripartizione dei seggi a livello regionale |                          |                                         |         |       |  |  |  |  |  |
| Data: 7 maggio 1972                                                            |                          |                                         |         |       |  |  |  |  |  |
| Fonte: Ministero dell'interno                                                  |                          |                                         |         |       |  |  |  |  |  |

#### VII legislatura
|                                                                                | Nereo Vanzan ✔️ Eletto | Partito Comunista Italiano              | 73 258  | 39,41 |  |  |  |  |  |
|                                                                                | Ottorino Salviato      | Democrazia Cristiana                    | 63 845  | 34,35 |  |  |  |  |  |
|                                                                                | Aldo Ajello ✔️ Eletto  | Partito Socialista Italiano             | 24 947  | 13,42 |  |  |  |  |  |
|                                                                                | Michele Piredda        | Movimento Sociale Italiano              | 6 598   | 3,55  |  |  |  |  |  |
|                                                                                | Tommaso Dellisanti     | Partito Socialista Democratico Italiano | 6 477   | 3,48  |  |  |  |  |  |
|                                                                                | Giancarlo Dal Borgo    | Partito Repubblicano Italiano           | 6 190   | 3,33  |  |  |  |  |  |
|                                                                                | Eugenio Boldrin        | Partito Radicale                        | 2 290   | 1,23  |  |  |  |  |  |
|                                                                                | Augusto Premoli        | Partito Liberale Italiano               | 2 173   | 1,17  |  |  |  |  |  |
|                                                                                | Italo Margiocco        | Nuovo Partito Popolare                  | 107     | 0,06  |  |  |  |  |  |
| Totale                                                                         | Totale                 | Totale                                  | 185 885 | 100   |  |  |  |  |  |
|                                                                                |                        |                                         |         |       |  |  |  |  |  |
| Voti non validi                                                                | Voti non validi        | Voti non validi                         | 4 933   | 2,59  |  |  |  |  |  |
| Votanti                                                                        | Votanti                | Votanti                                 | 190 818 | 96,76 |  |  |  |  |  |
| Elettori                                                                       | Elettori               | Elettori                                | 197 200 |       |  |  |  |  |  |
|                                                                                |                        |                                         |         |       |  |  |  |  |  |
| Nota: quorum del 65% non raggiunto; ripartizione dei seggi a livello regionale |                        |                                         |         |       |  |  |  |  |  |
| Data: 20 giugno 1976                                                           |                        |                                         |         |       |  |  |  |  |  |
| Fonte: Ministero dell'interno                                                  |                        |                                         |         |       |  |  |  |  |  |

#### VIII legislatura
|                                                                                | Gastone Angelin ✔️ Eletto | Partito Comunista Italiano                   | 69 941  | 37,63 |  |  |  |  |  |
|                                                                                | I. Salvagno               | Democrazia Cristiana                         | 63 721  | 34,29 |  |  |  |  |  |
|                                                                                | Roberto Spano ✔️ Eletto   | Partito Socialista Italiano                  | 23 606  | 12,70 |  |  |  |  |  |
|                                                                                | B. Conforti Belcaro       | Partito Socialista Democratico Italiano      | 7 105   | 3,82  |  |  |  |  |  |
|                                                                                | Mauro Mellini             | Partito Radicale - Nuova Sinistra Unita      | 6 154   | 3,31  |  |  |  |  |  |
|                                                                                | Michele Piredda           | Movimento Sociale Italiano                   | 5 852   | 3,15  |  |  |  |  |  |
|                                                                                | Antonio Casellati         | Partito Repubblicano Italiano                | 5 623   | 3,03  |  |  |  |  |  |
|                                                                                | Augusto Premoli           | Partito Liberale Italiano                    | 3 207   | 1,73  |  |  |  |  |  |
|                                                                                | F. Baglioni               | Costituente di Destra - Democrazia Nazionale | 636     | 0,34  |  |  |  |  |  |
| Totale                                                                         | Totale                    | Totale                                       | 185 845 | 100   |  |  |  |  |  |
|                                                                                |                           |                                              |         |       |  |  |  |  |  |
| Voti non validi                                                                | Voti non validi           | Voti non validi                              | 7 510   | 3,88  |  |  |  |  |  |
| Votanti                                                                        | Votanti                   | Votanti                                      | 193 355 | 94,72 |  |  |  |  |  |
| Elettori                                                                       | Elettori                  | Elettori                                     | 204 135 |       |  |  |  |  |  |
|                                                                                |                           |                                              |         |       |  |  |  |  |  |
| Nota: quorum del 65% non raggiunto; ripartizione dei seggi a livello regionale |                           |                                              |         |       |  |  |  |  |  |
| Data: 3 giugno 1979                                                            |                           |                                              |         |       |  |  |  |  |  |
| Fonte: Ministero dell'interno                                                  |                           |                                              |         |       |  |  |  |  |  |

#### IX legislatura
|                                                                                | Gastone Angelini ✔️ Eletto | Partito Comunista Italiano              | 67 043  | 36,63 |  |  |  |  |  |
|                                                                                | Enzo Zotti                 | Democrazia Cristiana                    | 49 899  | 27,26 |  |  |  |  |  |
|                                                                                | Roberto Spano ✔️ Eletto    | Partito Socialista Italiano             | 24 749  | 13,52 |  |  |  |  |  |
|                                                                                | Gaetano Zorzetto           | Partito Repubblicano Italiano           | 8 953   | 4,89  |  |  |  |  |  |
|                                                                                | Piergiorgio Gradari        | Movimento Sociale Italiano              | 8 182   | 4,47  |  |  |  |  |  |
|                                                                                | Carlo Franchini            | Partito Socialista Democratico Italiano | 5 754   | 3,14  |  |  |  |  |  |
|                                                                                | Ugo Sandroni               | Partito Radicale                        | 4 315   | 2,36  |  |  |  |  |  |
|                                                                                | Camillo Dejak              | Partito Liberale Italiano               | 4 106   | 2,24  |  |  |  |  |  |
|                                                                                | Giacomo Contin             | Partito Nazionale Pensionati            | 4 004   | 2,19  |  |  |  |  |  |
|                                                                                | Fernando Sambini           | Liga Veneta                             | 2 949   | 1,61  |  |  |  |  |  |
|                                                                                | Renato Darsiè              | Democrazia Proletaria                   | 2 879   | 1,57  |  |  |  |  |  |
|                                                                                | Angelo Plenzio             | Lista per Trieste                       | 203     | 0,11  |  |  |  |  |  |
| Totale                                                                         | Totale                     | Totale                                  | 183 036 | 100   |  |  |  |  |  |
|                                                                                |                            |                                         |         |       |  |  |  |  |  |
| Voti non validi                                                                | Voti non validi            | Voti non validi                         | 11 184  | 5,76  |  |  |  |  |  |
| Votanti                                                                        | Votanti                    | Votanti                                 | 194 220 | 92,76 |  |  |  |  |  |
| Elettori                                                                       | Elettori                   | Elettori                                | 209 368 |       |  |  |  |  |  |
|                                                                                |                            |                                         |         |       |  |  |  |  |  |
| Nota: quorum del 65% non raggiunto; ripartizione dei seggi a livello regionale |                            |                                         |         |       |  |  |  |  |  |
| Data: 26 giugno 1983                                                           |                            |                                         |         |       |  |  |  |  |  |
| Fonte: Ministero dell'interno                                                  |                            |                                         |         |       |  |  |  |  |  |

#### X legislatura
|                                                                                | Vittorio Chiesura ✔️ Eletto | Partito Comunista Italiano              | 63 075  | 32,94 |  |  |  |  |  |
|                                                                                | M. Marangon                 | Democrazia Cristiana                    | 53 055  | 27,71 |  |  |  |  |  |
|                                                                                | Roberto Spano               | Partito Socialista Italiano             | 30 479  | 15,92 |  |  |  |  |  |
|                                                                                | Piergiorgio Gradari         | Movimento Sociale Italiano              | 9 014   | 4,71  |  |  |  |  |  |
|                                                                                | Stefano Boato               | Lista Verde                             | 8 058   | 4,21  |  |  |  |  |  |
|                                                                                | A. Casellato                | Partito Radicale                        | 6 036   | 3,15  |  |  |  |  |  |
|                                                                                | T. Zorzet                   | Partito Repubblicano Italiano           | 5 180   | 2,71  |  |  |  |  |  |
|                                                                                | L. Gasparetto               | Liga Veneta-Pensionati Uniti            | 4 724   | 2,47  |  |  |  |  |  |
|                                                                                | G. Laganà                   | Partito Socialista Democratico Italiano | 4 415   | 2,31  |  |  |  |  |  |
|                                                                                | L. Giacometto               | Democrazia Proletaria                   | 4 337   | 2,26  |  |  |  |  |  |
|                                                                                | G. Svalduz                  | Partito Liberale Italiano               | 2 796   | 1,46  |  |  |  |  |  |
|                                                                                | E. Gardossi                 | Alleanza Popolare Pensionati            | 314     | 0,16  |  |  |  |  |  |
| Totale                                                                         | Totale                      | Totale                                  | 191 483 | 100   |  |  |  |  |  |
|                                                                                |                             |                                         |         |       |  |  |  |  |  |
| Voti non validi                                                                | Voti non validi             | Voti non validi                         | 9 586   | 4,77  |  |  |  |  |  |
| Votanti                                                                        | Votanti                     | Votanti                                 | 201 069 | 93,12 |  |  |  |  |  |
| Elettori                                                                       | Elettori                    | Elettori                                | 215 933 |       |  |  |  |  |  |
|                                                                                |                             |                                         |         |       |  |  |  |  |  |
| Nota: quorum del 65% non raggiunto; ripartizione dei seggi a livello regionale |                             |                                         |         |       |  |  |  |  |  |
| Data: 14 giugno 1987                                                           |                             |                                         |         |       |  |  |  |  |  |
| Fonte: Ministero dell'interno                                                  |                             |                                         |         |       |  |  |  |  |  |

#### XI legislatura
|                                                                                | Giuseppe Rizzo             | Democrazia Cristiana                    | 42 173  | 21,51 |  |  |  |  |  |
|                                                                                | Maurizio Bacchin ✔️ Eletto | Partito Democratico della Sinistra      | 37 789  | 19,27 |  |  |  |  |  |
|                                                                                | Fulgenzio Livieri          | Partito Socialista Italiano             | 25 455  | 12,98 |  |  |  |  |  |
|                                                                                | Giuseppe Smeraldi          | Lega Lombarda                           | 22 555  | 11,50 |  |  |  |  |  |
|                                                                                | Lucio Manisco              | Partito della Rifondazione Comunista    | 16 840  | 8,59  |  |  |  |  |  |
|                                                                                | Maria Rosa Vittadini       | Federazione dei Verdi                   | 9 170   | 4,68  |  |  |  |  |  |
|                                                                                | Gastone Pivotti            | Lega Autonomia Veneta                   | 8 023   | 4,09  |  |  |  |  |  |
|                                                                                | Patrizio Berengo           | Partito Repubblicano Italiano           | 7 485   | 3,82  |  |  |  |  |  |
|                                                                                | Bruno Canella              | Movimento Sociale Italiano              | 7 760   | 3,96  |  |  |  |  |  |
|                                                                                | Alvise Zorzi               | Partito Liberale Italiano               | 3 827   | 1,95  |  |  |  |  |  |
|                                                                                | Franco Beretta             | Movimento Veneto Regione Autonoma       | 2 619   | 1,34  |  |  |  |  |  |
|                                                                                | Alberto Gennari            | Partito Socialista Democratico Italiano | 2 584   | 1,32  |  |  |  |  |  |
|                                                                                | Luigi Grillo               | Partito Pensionati                      | 2 482   | 1,27  |  |  |  |  |  |
|                                                                                | Paola Scarpa               | Sì Referendum                           | 2 428   | 1,24  |  |  |  |  |  |
|                                                                                | Cesarino Camatta           | Verdi Federalisti                       | 2 000   | 1,02  |  |  |  |  |  |
|                                                                                | Nerino Rizzo               | Caccia Pesca Ambiente                   | 1 382   | 0,70  |  |  |  |  |  |
|                                                                                | Guido Dittadi              | Union Veneto                            | 1 295   | 0,66  |  |  |  |  |  |
|                                                                                | Roberto Cavallaro          | Federalismo - Pensionati Uomini Vivi    | 215     | 0,11  |  |  |  |  |  |
| Totale                                                                         | Totale                     | Totale                                  | 196 082 | 100   |  |  |  |  |  |
|                                                                                |                            |                                         |         |       |  |  |  |  |  |
| Voti non validi                                                                | Voti non validi            | Voti non validi                         | 10 260  | 4,97  |  |  |  |  |  |
| Votanti                                                                        | Votanti                    | Votanti                                 | 206 342 | 91,69 |  |  |  |  |  |
| Elettori                                                                       | Elettori                   | Elettori                                | 225 039 |       |  |  |  |  |  |
|                                                                                |                            |                                         |         |       |  |  |  |  |  |
| Nota: quorum del 65% non raggiunto; ripartizione dei seggi a livello regionale |                            |                                         |         |       |  |  |  |  |  |
| Data: 5 aprile 1992                                                            |                            |                                         |         |       |  |  |  |  |  |
| Fonte: Ministero dell'interno                                                  |                            |                                         |         |       |  |  |  |  |  |

## 1993-2005

### Territorio
Il collegio di Chioggia era uno dei 17 collegi uninominali in cui era suddiviso il Veneto e, come previsto dal D.Lgs. del 20 dicembre 1993 n. 535, comprendeva i comuni di Campagna Lupia, Campolongo Maggiore, Camponogara, Cavarzere, Chioggia, Cona, Dolo, Fiesso d'Artico, Fossò, Martellago, Mira, Mirano, Noale, Pianiga, Salzano, Santa Maria di Sala, Scorzè, Stra e Vigonovo; era quindi interamente compreso nella Provincia di Venezia.

### Eletti
| Elezione | Elezione | Senatore      | Partito                  |
| -------- | -------- | ------------- | ------------------------ |
|          | 1994     | Franco Fante  | Polo delle Libertà (LN)  |
|          | 1996     | Bruno Cazzaro | L'Ulivo (DS)             |
|          | 2001     | Ugo Bergamo   | Casa delle Libertà (CCD) |

### Dati elettorali

#### XII legislatura
|                               | Franco Fante ✔️ Eletto  | Polo delle Libertà           | 66 342  | 38,42 |  |  |  |  |  |
|                               | Gianni Fardin ✔️ Eletto | Progressisti                 | 51 824  | 30,01 |  |  |  |  |  |
|                               | Giancarlo Boccotti      | Patto per l'Italia           | 28 715  | 16,63 |  |  |  |  |  |
|                               | Tullia Vivante          | Alleanza Nazionale           | 10 749  | 6,22  |  |  |  |  |  |
|                               | Vito Fittipaldi         | Lega Autonomia Veneta        | 9 286   | 5,38  |  |  |  |  |  |
|                               | Marisa Miozzo           | Veneto Autonomia             | 3 901   | 2,26  |  |  |  |  |  |
|                               | Renzo Smaila            | Partito della Legge Naturale | 1 881   | 1,09  |  |  |  |  |  |
| Totale                        | Totale                  | Totale                       | 172 698 | 100   |  |  |  |  |  |
|                               |                         |                              |         |       |  |  |  |  |  |
| Voti non validi               | Voti non validi         | Voti non validi              | 13 509  | 7,25  |  |  |  |  |  |
| Votanti                       | Votanti                 | Votanti                      | 186 207 | 92,95 |  |  |  |  |  |
| Elettori                      | Elettori                | Elettori                     | 200 333 |       |  |  |  |  |  |
|                               |                         |                              |         |       |  |  |  |  |  |
| Data: 27-28 marzo 1994        |                         |                              |         |       |  |  |  |  |  |
| Fonte: Ministero dell'interno |                         |                              |         |       |  |  |  |  |  |

#### XIII legislatura
|                               | Bruno Cazzaro ✔️ Eletto | L'Ulivo                            | 69 693  | 40,48 |  |  |  |  |  |
|                               | Giordano Boscolo        | Polo per le Libertà                | 52 395  | 30,43 |  |  |  |  |  |
|                               | Franco Fante            | Lega Nord                          | 40 475  | 23,51 |  |  |  |  |  |
|                               | Renzo Dal Bosco         | Unione Nord Est                    | 4 099   | 2,38  |  |  |  |  |  |
|                               | Dino Betetto            | Mani Pulite                        | 2 960   | 1,72  |  |  |  |  |  |
|                               | Iglis Furlan            | Movimento Sociale Fiamma Tricolore | 2 550   | 1,48  |  |  |  |  |  |
| Totale                        | Totale                  | Totale                             | 172 172 | 100   |  |  |  |  |  |
|                               |                         |                                    |         |       |  |  |  |  |  |
| Voti non validi               | Voti non validi         | Voti non validi                    | 14 312  | 7,67  |  |  |  |  |  |
| Votanti                       | Votanti                 | Votanti                            | 186 484 | 90,09 |  |  |  |  |  |
| Elettori                      | Elettori                | Elettori                           | 207 000 |       |  |  |  |  |  |
|                               |                         |                                    |         |       |  |  |  |  |  |
| Data: 21 aprile 1996          |                         |                                    |         |       |  |  |  |  |  |
| Fonte: Ministero dell'interno |                         |                                    |         |       |  |  |  |  |  |

#### XIV legislatura
|                               | Ugo Bergamo ✔️ Eletto    | Casa delle Libertà                   | 71 621  | 39,75 |  |  |  |  |  |
|                               | Giovanni Crema ✔️ Eletto | L'Ulivo                              | 70 274  | 39,00 |  |  |  |  |  |
|                               | Corrado Pinosio          | Partito della Rifondazione Comunista | 11 279  | 6,26  |  |  |  |  |  |
|                               | Luciano Zennaro          | Lista Di Pietro                      | 7 631   | 4,24  |  |  |  |  |  |
|                               | Paolo Padovese           | Pannella-Bonino                      | 4 003   | 2,22  |  |  |  |  |  |
|                               | Ezio Ordigoni            | Democrazia Europea                   | 3 928   | 2,18  |  |  |  |  |  |
|                               | Giorgio Bazzi            | Liga Fronte Veneto                   | 3 816   | 2,12  |  |  |  |  |  |
|                               | Giorgio Garbin           | Va' Pensiero Padania                 | 3 535   | 1,96  |  |  |  |  |  |
|                               | Rudi Penzo               | Fiamma Tricolore                     | 3 028   | 1,68  |  |  |  |  |  |
|                               | Giuseppe Boscolo         | Giuseppe Boscolo                     | 1 058   | 0,59  |  |  |  |  |  |
| Totale                        | Totale                   | Totale                               | 180 173 | 100   |  |  |  |  |  |
|                               |                          |                                      |         |       |  |  |  |  |  |
| Voti non validi               | Voti non validi          | Voti non validi                      | 12 431  | 6,45  |  |  |  |  |  |
| Votanti                       | Votanti                  | Votanti                              | 192 604 | 87,64 |  |  |  |  |  |
| Elettori                      | Elettori                 | Elettori                             | 219 769 |       |  |  |  |  |  |
|                               |                          |                                      |         |       |  |  |  |  |  |
| Data: 13 maggio 2001          |                          |                                      |         |       |  |  |  |  |  |
| Fonte: Ministero dell'interno |                          |                                      |         |       |  |  |  |  |  |